# Eisenbahnbaugesellschaft
Eisenbahnbaugesellschaften waren Bauunternehmen, deren vorrangiger Geschäftszweck die Projektierung, der Bau und Betrieb von Eisenbahnstrecken war. 
Die Mehrzahl dieser zumeist als Aktiengesellschaft organisierten Unternehmen entstanden während der Gründerzeit ab 1870. Die 1. Aktienrechtsnovelle vom 11. Juni 1870 schuf die Grundlage für Unternehmen, die keiner staatlichen Kontrolle mehr unterstanden. Damit floss sehr viel freies Kapital in diese neue Unternehmensform. Im Speziellen versprach der Bau und Betrieb von Eisenbahnen reiche Gewinne. Die Gründerkrise von 1873 ließ jedoch die meisten der neuen Unternehmen scheitern, zumal die meisten der begonnenen Bauprojekte noch nicht fertiggestellt waren. 
Während der Gründerzeit bestanden u. a. folgende Eisenbahnbaugesellschaften:
- Bau-Gesellschaft für Eisenbahn-Unternehmungen F. Plessner & Comp. (1872–1875)
- Deutsche Eisenbahnbau-Gesellschaft, gegründet 1871[2]
- Deutsche Reichs- und Continental-Eisenbahnbaugesellschaft
- Internationale Bau- und Eisenbahnbaugesellschaft
- Sächsische Eisenbahnbaugesellschaft
- Österreichische Eisenbahnbaugesellschaft (1872–1878)
- Société anonyme pour la construction des chemins de fer (1873–1877)